# Покш-Сяльме
Покш-Сяльме — река в России, протекает по Дубёнскому району Мордовии. Устье реки находится в 39 км по правому берегу реки Чеберчинка. Длина реки составляет 17 км.
В 3 км от устья, по правому берегу реки впадает река Сюксюрьма.
Река протекает через село Поводимово, ниже в 1,5-2 км от реки стоит районный центр — посёлок Дубёнки, около устья на правом берегу реки стоит село Ардатово, здесь же справа в Покш-Сяльме впадает Ахматовка.

## Данные водного реестра
По данным государственного водного реестра России относится к Верхневолжскому бассейновому округу, водохозяйственный участок реки — Сура от Сурского гидроузла и до устья реки Алатырь, речной подбассейн реки — Сура. Речной бассейн реки — (Верхняя) Волга до Куйбышевского водохранилища (без бассейна Оки).
Код объекта в государственном водном реестре — 08010500312110000036975.